# 24 tháng 5
Ngày 24 tháng 5 là ngày thứ 144 (145 trong năm nhuận) trong lịch Gregory. Còn 221 ngày trong năm.

## Sự kiện
- 934 – Cựu hoàng Lý Tòng Hậu của Hậu Đường bị sát hại theo lệnh của tân đế Lý Tòng Kha.
- 1738 – John Wesley cải đạo sau một buổi cầu nguyện với một nhóm tín hữu Moravia, về bản chất là sự khởi đầu cho Phong trào Giám Lý.
- 1941 – Chiến tranh thế giới thứ hai: Trong trận chiến eo biển Đan Mạch, thiết giáp hạm Bismarck của Đức đánh chìm tàu chiến - tuần dương HMS Hood của Anh, khiến hơn một nghìn người thiệt mạng.
- 1956 – Cuộc thi ca hát truyền hình châu Âu đầu tiên được tổ chức tại Lugano, Thụy Sĩ.
- 1977 – Việc xây dựng Nhà kỷ niệm Mao Chủ tịch tại Bắc Kinh, Trung Quốc được hoàn thành, đây là nơi đặt thi hài của Mao Trạch Đông.
- 1989 – Bão Cecil đổ bộ vào miền Trung Việt Nam, sau đó mưa lớn đi kèm bão gây lũ lụt khiến hơn 700 người thiệt mạng.
- 1999 – Tòa án Hình sự Quốc tế về Nam Tư cũ truy tố Slobodan Milošević và bốn người khác về các tội ác chiến tranh và tội ác chống lại loài người tại Kosovo.

## Sinh
- 1544 – William Gilbert, người có những công trình nghiên cứu có tính chất mở đầu về hiện tượng từ và đã được đánh giá là nhà khoa học lỗi lạc của nước Anh (m. 1603).
- 1819 – Nữ hoàng Victoria của Anh (m. 1901).
- 1821 – Nguyễn Phúc Đoan Trinh, phong hiệu Phú Mỹ Công chúa, công chúa con vua Minh Mạng (m. 1899)
- 1905 – Nhà văn Nga Mikhail Aleksandrovich Sholokhov
- 1906 – Harry Hammond Hess, nhà địa chất học đã đưa ra học thuyết tách giãn đáy đại dương (m. 1969).
- 1940 – Joseph Brodsky, nhà thơ, nhà văn Mỹ gốc Nga (m. 1996).
- 1966 – Eric Cantona, cầu thủ bóng đá Pháp.
- 1988 – Binz, ca sĩ, rapper người Mỹ gốc Việt.

## Mất
- 934 – Lý Tòng Hậu, hoàng đế của triều Hậu Đường, tức ngày Mậu Dần (9) tháng 4 năm Giáp Ngọ
- 1944 – Hoàng Văn Thụ, nhà cách mạng dân tộc người Việt Nam
- 1970 – Phan Khắc Sửu, Quốc trưởng Việt Nam Cộng hòa (s. 1905)
- 1994 - Võ Văn Cảnh, Thiếu tướng Quân lực Việt Nam Cộng hòa
- 2010 – Nguyễn Ngọc Oánh, Chuẩn tướng Quân lực Việt Nam Cộng hòa (s. 1925)
- 2014 – Thuận Yến, nhạc sĩ Việt Nam

## Những ngày lễ và kỷ niệm
- Ngày kỉ niệm nữ vương Victoria ra đời